# Estigmene sabulosa
Estigmene sabulosa is een vlinder uit de familie spinneruilen (Erebidae), onderfamilie beervlinders (Arctiinae). De wetenschappelijke naam van de soort is voor het eerst geldig gepubliceerd in 1943 door Romieux.
Deze nachtvlinder komt voor in tropisch Afrika.